# Cammi Granato
Catherine Michelle "Cammi" Granato, född 25 mars 1971 i Downer's Grove, Illinois, är en amerikansk före detta ishockeycenter, bosatt i Vancouver, British Columbia. Hennes äldre bror är före detta NHL-spelaren Tony Granato, och hon är gift med före detta NHL-spelaren Ray Ferraro.
Cammi Granato spelade varje VM för USA från 1990 till 2005 och var lagkapten för det amerikanska landslag som vann guld i OS i Nagano 1998.
Den 22 juni 2010 valdes Granato in i Hockey Hall of Fame, tillsammans med Angela James och Dino Ciccarelli. Granato och James är de första kvinnorna som valts in i Hall of Fame.
Den 10 februari 2022 utsågs Granato till att vara assisterande general manager för Vancouver Canucks i National Hockey League (NHL).